# أنطوني بيريرا
انطوني بيريرا (9 أبريل 1982 في الهند - ) هو لاعب كرة قدم هندي في مركز الوسط. شارك مع منتخب الهند لكرة القدم. أما مع النوادي، فقد لعب مع نادي تشرتشل براذرز ونادي ديمبو وVasco SC ‏.

## وصلات خارجية
- أنطوني بيريرا على موقع قاعدة بيانات كرة القدم.إي يو (الإنجليزية)
- أنطوني بيريرا على موقع ناشيونال فوتبول تيمز (الإنجليزية)
- أنطوني بيريرا على موقع Soccerway.com (الإنجليزية)